# Heinz Mechling
Heinz Mechling (* 1. Oktober 1945) ist ein deutscher Sportwissenschaftler und Hochschullehrer.

## Leben
Von 1968 bis 1973 studierte Heinz Mechling an den Universitäten Ruprecht-Karls-Universität Heidelberg, der Universität Mannheim sowie der englischen University of Cambridge Anglistik und Sportwissenschaft. Sein erstes Staatsexamen absolvierte er 1973. Dem schloss sich die Referendariatszeit und 1974 das zweite Staatsexamen an. Von 1973 bis 1978 war er als wissenschaftlicher Assistent am Institut für Sportwissenschaft und Sport der Universität Heidelberg tätig. Von 1978 bis 1993 war er Referatsleiter, ab 1982 als Wissenschaftlicher Direktor für Bewegungslehre am Bundesinstituts für Sportwissenschaft (BISp). In dieser Zeit promovierte er an der Fakultät für Sozial- und Verhaltenswissenschaften der Universität Heidelberg und schloss 1980 die Promotion zum Thema „Dimensionen sportmotorischer Leistungen“ (gemeinsam mit Klaus Bös) mit dem Dr. phil ab.
Von 1978 bis 1992 nahm Mechling an der Deutschen Sporthochschule Köln Lehraufträge wahr und leitete das Referat für Bewegungslehre am BISp. Zudem war er zwischen 1983 und 2001 Dozent an der Trainerakademie des Deutschen Sportbundes in Köln. Im Jahr 1992 wurde Mechling auf die C3-Professur „Sport und Bewegung“ an das Institut für Sport und Sportwissenschaft der Universität Osnabrück berufen. Bis 1996 leitete er am Institut für Sport- und Bewegungswissenschaften der Universität Osnabrück die Abteilung „Sport und Bewegung“. In dieser Zeit weilte er zudem als Gastdozent an Hochschulen in den Vereinigten Staaten (Florida State University, University of California, Los Angeles), Kuwait und Bahrain.
Mechling arbeitete in den Jahren 1990 und 1991 im Auftrag des BISp entscheidend an der Evaluation und Überführung des Forschungsinstituts für Körperkultur und Sport in Leipzig ins neugegründete Institut für Angewandte Trainingswissenschaft (IAT) mit.
Ein Ruf an die Universität Bonn erfolgte 1996 auf die C4-Professur am Institut für Sportwissenschaft und Sport an der Universität Bonn. Er beschäftigte sich dort insbesondere mit dem Bereich Alterssport. 2004 erfolgte ein Ruf an die Deutsche Sporthochschule Köln auf die Professur (W3) für Sportwissenschaft „Schwerpunkt Altern“. Er arbeitete ein Konzept für ein neu zu gründendes Institut und einen damit zu verbindenden Master-Studiengang „Bewegungs- und Sportgerontologie“ aus. Auf dessen Grundlage wurde im Jahr 2007 an der Sporthochschule das weltweit erste Institut für Bewegungs- und Sportgerontologie eröffnet. Im Oktober 2010 ging Mechling in den Ruhestand.
2012 wurde er erstmals in den Ethikrat der Deutschen Vereinigung für Sportwissenschaft gewählt.
Zu Mechlings Forschungsschwerpunkten zählten neben dem Alterssport (unter anderem als Vorsitzender des Deutschen Instituts für angewandte Sportgerontologie und im Rahmen des Projekts „Fit für 100“) auch Motorisches Lernen, Leistungsdiagnostik und Trainingssteuerung. 2003 veröffentlichte er mit Jörn Munzert das „Handbuch Bewegungswissenschaft - Bewegungslehre“. Darüber hinaus befasste er sich unter anderem mit dem Komplex Techniktraining, der Sportwissenschaft im europäischen Zusammenhang, der Prognose von sportlichen Leistungen, akustischer Bewegungstransformation sowie Nachwuchstraining im Schwimmsport.

### Veröffentlichungen (Auswahl)
- mit Bös (1983). Dimensionen sportmotorischer Leistungen
- mit Carl, Kayser und Preising (1984). Handbuch Sport: Wissenschaftliche Grundlagen von Unterricht und Training. Band 1 und 2
- (1989). Leistung und Leistungsfähigkeit im Sport
- (1994). Directory of sport research institutes
- (1999). Co-Ordinative Abilities
- als Hrsg. mit Neumaier [Hrsg.] (1999). Reihe „Training der Bewegungskoordination“
- als Hrsg. (1998). Training im Alterssport: Sportliche Leistungsfähigkeit und Fitness im Alternsprozess
- als Hrsg. (2003). Handbuch Bewegungswissenschaft - Bewegungslehre
- mit Brinkmann-Hurtig (2007). Vital - Gesund - Mobil Aktiv älter werden mit Bewegung
- mit Schiffer und Igel (2007). Wörterbuch Bewegungs- und Trainingswissenschaft: Deutsch - Englisch
- mit Netz (2009). Capitalizing the protective effect of planned physical activity in old age
- mit Eichberg (2009). Motorische Entwicklung im höheren Erwachsenenalter
- (2017). Sport für alle - „fit für 100“ - Eine Herausforderung in unserer Zeit
- als Hrsg. mit Granacher und Voelcker-Rehage (2018). Handbuch Bewegungs- und Sportgerontologie